# Robin Warren
J. Robin Warren (Adelaide, 11 giugno 1937 – Perth, 23 luglio 2024) è stato un patologo australiano, insignito del Premio Nobel per la medicina del 2005, unitamente a Barry J. Marshall, per le sue ricerche sul ruolo dei batteri Helicobacter pylori nell'ulcera gastrica.

## Biografia
Robin Warren nacque l'11 giugno 1937 a North Adelaide, figlio di Roger Warren, un viticoltore, e di Helen Warren (nata Verco), un'infermiera. Warren conseguì il diploma MBBS presso l'Università di Adelaide, dopo aver completato la sua istruzione superiore presso il St Peter's College di Adelaide. Dopo la laurea nel 1961 e la specializzazione presso il Royal Melbourne Hospital, venne ammesso al Royal College of Pathologists of Australasia nel 1967. Da allora svolse la funzione di Senior Pathologist presso il Royal Perth Hospital.

## Carriera
Nel 1979 iniziò le prime relazioni sulla presenza del batterio in biopsie di pazienti affetti da gastrite. Tuttavia fu solo nel 1981, quando Robin Warren fu avvicinato da Barry Marshall per ottenere un progetto di ricerca, che gli studi poterono proseguire con rinnovato impulso.

## La ricerca
Warren e Marshall identificarono una nuova specie batterica nelle biopsie di pazienti con gastrite (infiammazione dello stomaco) e la descrissero come Helicobacter pylori. Dal primo articolo sull'Helicobacter pylori, pubblicato nel 1983 dalla rivista scientifica "Lancet", numerose altre pubblicazioni si interessarono alla vicenda nel corso degli anni. Nel 1984, Marshall condusse un auto-esperimento per dimostrare che lo stress e l'acidità dello stomaco non fossero le ragioni più importanti per la gastrite, le ulcere gastriche e il cancro allo stomaco, ma il batterio appena scoperto. Dopo che i due ricercatori riuscirono a coltivare l'Helicobacter pylori, Marshall accettò di ingoiare diversi miliardi di batteri. Dopo solo una settimana, Marshall mostrò i primi sintomi acuti di gastrite e dopo una biopsia fu evidente lo sviluppo sia di un'infezione da H. pylori che di una grave gastrite. Marshall fu curato con il trattamento con preparati a base di bismuto e antibiotici.
Nel dicembre 2005 Warren ebbe insieme a Barry Marshall il Premio Nobel per la Medicina per la scoperta del batterio dello stomaco Helicobacter pylori e per il suo ruolo nella formazione di ulcere gastriche e cancro allo stomaco. Già nel 1994 tuttavia, entrambi i ricercatori ricevettero il premio della Fondazione Warren Alpert e nel 1997 il premio Paul Ehrlich e Ludwig Darmstaedter.
Warren, Marshall e altri scienziati scoprirono successivamente come la maggior parte dei casi di ulcere gastriche e anche alcuni casi di cancro allo stomaco potessero essere effettivamente ricondotti al presunto batterio innocuo H. pylori. Allo stesso tempo, furono in grado di dimostrare come una cura fosse possibile attraverso la somministrazione di antibiotici. Dimostrarono anche come alcuni batteri potessero sopravvivere anche nell'ambiente estremo dell'acidità di stomaco (pH a digiuno 1-1,4).
L'asteroide 254863 Robinwarren, scoperto dall'astronomo dilettante italiano Silvano Casulli nel 2005, fu chiamato così in suo onore. La citazione ufficiale fu pubblicata dal Minor Planet Center il 22 aprile 2016 (M.P.C. 99893).
Robin Warren morì a Perth, in Australia, il 23 luglio 2024 all'età di 87 anni.

## Vita privata
Warren sposò Winifred Theresa Warren (nata Williams) nei primi anni '60 e insieme ebbero cinque figli. Winifred Warren divenne una psichiatra affermata. Dopo la sua morte nel 1997, Warren si ritirò dalla medicina.